# El Sabroso Uno Crucero Palmito
El Sabroso Uno Crucero Palmito är en ort i Mexiko.   Den ligger i kommunen Tantoyuca och delstaten Veracruz, i den sydöstra delen av landet, 230 km norr om huvudstaden Mexico City. El Sabroso Uno Crucero Palmito ligger 117 meter över havet och antalet invånare är 111.
Terrängen runt El Sabroso Uno Crucero Palmito är platt. Runt El Sabroso Uno Crucero Palmito är det ganska tätbefolkat, med 72 invånare per kvadratkilometer. Närmaste större samhälle är Tantoyuca, 11,5 km nordväst om El Sabroso Uno Crucero Palmito. Trakten runt El Sabroso Uno Crucero Palmito består till största delen av jordbruksmark.